# AEG J.I
LAEG J.I est avion d'attaque au sol allemand développé pendant la Première Guerre mondiale.

## AEG J.I
Après des expérimentations réussies durant la bataille de Verdun en 1916, l’Infanterie Flieger réclama la constitution d’escadrilles d’appui tactique, dont l’équipement devint prioritaire. Pour répondre à ce besoin urgent AEG développa à partir du AEG C.IV un biplace de coopération à moteur Benz Bz IV de 200 ch, dont l’équipage et le moteur étaient protégés des tirs du sol par 390 kg de blindage. Le plancher du poste arrière disposait d'une ouverture permettant à deux mitrailleuses LMG 08/15 de 7,92 mm de tirer vers le bas et vers l’avant avec un angle de 45°. La Parabellum de l’observateur était conservée, mais la LMG 08/15 de capot supprimée. Chaque arme disposait de 500 coups. Cet avion fut produit en série en 1917 en attendant l’arrivée d'appareils plus spécifiques, comme le AEG DJ.I.

## AEG J.II
Dérivé du précédent, reconnaissable à ses surfaces de commande redessinées.

## Production
Un total de 609 AEG J.I et AEG J.II furent construits. Un certain nombre fut converti en avions commerciaux après la guerre.